# Johannes Kleinstück
Johannes Walter Kleinstück (* 28. Februar 1920 in Dresden; † 7. August 1992) war ein deutscher Anglist.

## Leben
Nach der Promotion zum Dr. phil. in Leipzig 1945 und Habilitation an der Universität Hamburg 1954 wurde er dort Privatdozent (1954–1961) für Englische Philologie und Professor für Englische Philologie (1961–1982).

## Schriften (Auswahl)

### Monografien
- Untersuchungen zu Marlowes Faust. (= Darstellung und Deutung, Bd. 2). Silva, Iserlohn 1947.
- Chaucers Stellung in der mittelalterlichen Literatur. (= Britannica et Americana, Bd. 1). Cram, de Gruyter & Co, Hamburg 1956.
- W. B. Yeats oder Der Dichter in der modernen Welt. Leibniz, Hamburg 1963.
- Mythos und Symbol in englischer Dichtung. Kohlhammer, Stuttgart 1964.
- Wirklichkeit und Realität. Kritik eines modernen Sprachgebrauchs. Klett, Stuttgart 1971, ISBN 978-3-12-904800-9.
- Verfaulte Wörter. Demokratie, Modernität, Fortschritt. Klett, Stuttgart 1974.
- Die Erfindung der Realität. Studien zur Geschichte und Kritik des Realismus.  Klett-Cotta, Stuttgart 1980, ISBN 3-12-934340-7.
- T. S. Eliot. (= Rowohlts Monographien, Bd. 119). Rowohlt, Reinbek bei Hamburg 1966, Auflage 1988 ISBN 3-499-50119-8.
- Fortschritt auf Widerruf. Gedanken über moderne Vorurteile. Stuttgart 1989, ISBN 3-608-95615-8.
- Der Gott, der uns entweicht. Baudelaire und die Romantik. Stuttgart 1992, ISBN 3-608-91375-0.

### Herausgeberschaften
- James Hanley: Ozean. (= Gesammelte Werke in Einzelausgaben, Teil 1). Aus dem Englischen übersetzt von Brigitte Mammitzsch. Lambda classic, Hamburg 1987, ISBN 978-3-92549509-0.

### Essay
- Zum Verständnis des Werkes. In: Daniel Defoe: Moll Flanders. (= Rowohlts Klassiker der Literatur und Wissenschaft, Bd. 45/46). Rowohlt, Hamburg 1958, S. 291–312.